# Малая желтоклювая альциона
Малая желтоклювая альциона (лат. Syma torotoro) — вид птиц семейства зимородковых (Alcedinidae). Выделяют три подвида. Распространены на Новой Гвинее, северо-востоке Австралии и близлежащих островах.

## Описание
Малая желтоклювая альциона достигает длины 20 см и массы от 30 до 52 г. У взрослых самцов номинативного подвида рыжеватая голова, более светлая рыжеватая нижняя часть тела; чёрное пятно на затылке. Спина, надхвостье и верхние кроющие перья хвоста зеленовато-голубые, хвост тёмно-синий. Маховые перья чёрные с голубовато-зелёными краями и кончиками. Клюв ярко-жёлтый, надклювье с зазубренными краями ближе к кончику; радужная оболочка тёмно-коричневая; ноги и ступни жёлтые. У взрослых самок тёмное пятно на макушке, два пятна на шее, соединенные линией, и более светлая нижняя часть тела. Молодые особи похожи на самок, но у них рыжеватые края чёрных перьев на макушке, больше чёрного вокруг глаз, перья на щеках и груди с тёмными кончиками, серовато-чёрный клюв. Подвид S. t. ochracea на 8 % крупнее номинанта, снизу более тёмный, желтовато-рыжий, у самки более крупное тёмное пятно на макушке; у подвида S. t. flavirostris верхняя часть тела в целом бледнее, взрослые особи сохраняют немного чеёного цвета на надклювье. 

## Голос
Звуки, издаваемые малой желтоклювой альционой, довольно разнообразны: 1) громкая, ясная, короткая трель продолжительностью 1—2 секунды, слегка понижающаяся и резко обрывающаяся; 2) длинная трель продолжительностью 5—6 секунд, сначала похожая на короткую трель, но затем продолжающаяся на постоянной ноте при снижении громкости звука; иногда ей предшествуют одиночные, короткие резкие ноты, которые затем переходят в основной звук; 3) различные варианты звуков, например, крики при нападении хищника, а также при взаимодействии с партнёром; или, редко, подобные смеху кукабурры.

## Подвиды и распространение
Выделяют три подвида:
- Syma torotoro torotoro (Lesson, 1827) — низменности Новой Гвинеи, а также ряд островов, расположенных у побережья западной части этого острова: Вайгео, Батанта, Салавати, Мисоол, Япен и Ару (последний, несмотря на территориальную близость к Новой Гвинее, географически относится к Молуккам).
- Syma torotoro flavirostris (Gould, 1850) — северо-восток Австралии (полуостров Кейп-Йорк)
- Syma torotoro ochracea (Rothschild, Hartert, 1901) — острова Д’Антркасто

Естественными местами обитания являются первичные и вторичные тропические леса, муссонные, галерейные и мангровые леса, зрелые тиковые и каучуковые плантации, муссонные кустарниковые заросли, лесные поляны и опушки; а также изолированные участки леса, окруженные редколесьем или склерофилловыми зарослями, которые часто встречаются вдоль дорог в лесу.

## Биология
Малая желтоклювая альциона добывает пищу, с присады в нижней части кроны, раскачиваясь из стороны в сторону в поисках добычи; пикирует на добычу, иногда ударяясь о землю с громким стуком. Наблюдения за питанием малой желтоклювой альциолы в Новой Гвинее показали, что большая часть пищи (73 %) добывается на земле, 18% — на листве и 9% — в воздухе. Иногда охотится у кромки воды или роется в листьях и верхнем слое почвы. В состав рациона входят насекомые (жуки (Coleoptera), прямокрылые (Orthoptera), богомоловые (Mantodea), певчие цикады (Cicadidae), чешуекрылые, стрекозы (Odonata), личинки насекомых); а также малощетинковые черви (Oligochaeta), мелкие ящерицы (Scincidae, Gekkonidae), змеи (Ophidia); возможно, головастики и яйца рептилий.
Малая желтоклювая альциона откладывает яйца в ноябре — январе на полуострове Кейп–Йорк; вероятно, в августе — марте в Папуа — Новой Гвинее. Гнезда выкапываются обоими полами, обычно в активном древесном термитнике, но иногда в дупле дерева на высоте 3—5 м над землей. Одно гнездо имело вход шириной 4 см и длиной 4 см, ведущий в камеру глубиной 12 см, шириной 9 см и высотой 9,5 см; камера иногда выстилалась древесной пылью или обломками термитника. В кладке 3—4 яйца в Квинсленде, в Папуа — Новой Гвинее — 1-4 яйца. Обе родительские птицы полов защищают гнездо, насиживают яйца и ухаживают за птенцами. Нет информации о периодах инкубации и оперения птенцов.